# Karačajevo - Čerkezija
Karačajevo - Čerkezija (uradno Karačajsko-čerkeška republika, rusko Карача́ево-Черке́сия, Карача́ево-Черке́сская Респу́блика, karačajsko Къарачай-Черкес Республика, Karačaj-Čerkes Respublika, čerkeško Къэрэшей-Шэрджэс Республикэ, Kerešej-Šerdžes Respublike) je avtonomna republika Ruske federacije v Severnokavkaškem federalnem okrožju. Na severu meji s Stavropolskim okrajem, na vzhodu z republiko Kabardino-Balkarijo, na jugu vzdolž Glavnega Kavkaškega hrbta z Abhazijo in Gruzijo ter na zahodu s Krasnodarskim okrajem. Ustanovljena je bila 12. januarja 1922.